# Copa del Generalísimo de baloncesto 1948
La Copa del Generalísimo de baloncesto o el Campeonato de España 1948 fue la número 12.º, donde su final se disputó en el Campo del Instituto teniente general Yagüe de Burgos el 16 de mayo de 1948.

## Primera eliminatoria
Los partidos de ida se jugaron el 8 de febrero y los de vuelta el 15 de febrero.
| Equipo 1           | Agr.  | Equipo 2               | Ida   | Vuelta |
| ------------------ | ----- | ---------------------- | ----- | ------ |
| FJ Ferrol          | 56–62 | Club San Fernando      | 30–32 | 26–30  |
| Aprendices Quijano | 64–26 | Club Ciclista Burgalés | 26–7  | 28–19  |
| CD Bilbao          | 33–74 | Real Valladolid        | 26–34 | 7–40   |
| SEU Salamanca      | 22–16 | FJ Badajoz             | 22–16 |        |
| Glut               | 32–66 | Valencia CB            | 27–30 | 5–36   |

## Segunda eliminatoria
Los partidos de ida se jugaron el 22 de febrero y los de vuelta el 29 de febrero.
Nota: Debido a la irregularidad del calendario en esta segunda fase no han sido rescatados todos los resultados de dicha fase, en caso de no haber sido rescatado se indicará con ND (No Determinado).
| Equipo 1           | Agr. | Equipo 2             | Ida   | Vuelta |
| ------------------ | ---- | -------------------- | ----- | ------ |
| Club San Fernando  | ND   | Constitución de Vigo | ND    | ND     |
| Aprendices Quijano | ND   | CD Antorcha          | ND    | ND     |
| SEU Salamanca      | ND   | Real Valladolid      | 22–23 | ND     |
| Valencia CB        | ND   | Rex                  | 53–9  | ND     |

## Octavos de final
Los partidos de ida se jugaron el 14 de marzo y los de vuelta el 21 de marzo.
Nota: Debido a la irregularidad del calendario en esta fase no han sido rescatados todos los resultados de dicha fase, en caso de no haber sido rescatado se indicará con ND (No Determinado).
| Equipo 1             | Agr.   | Equipo 2                  | Ida   | Vuelta |
| -------------------- | ------ | ------------------------- | ----- | ------ |
| CF Barcelona         | Exento |                           |       |        |
| Real Madrid CF       | Exento |                           |       |        |
| Torres Quevedo       | Exento |                           |       |        |
| UD Huesca            | 51–65  | BIM Barcelona             | 23–30 | 28–35  |
| CD Hispania          | 63–120 | Club Juventud de Badalona | 33–40 | 30–80  |
| Real Valladolid      | 43–86  | Canoe NC                  | 28–37 | 15–49  |
| Valencia CB          | 59–66  | Liceo Francés             | 30–22 | 29–44  |
| Constitución de Vigo | ND     | CD Antorcha               | ND    | 16–31  |

## Cuartos de final
Los partidos de ida se jugaron el 4 de abril y los de vuelta el 11 de abril.
| Equipo 1       | Agr.   | Equipo 2                  | Ida   | Vuelta |
| -------------- | ------ | ------------------------- | ----- | ------ |
| BIM Barcelona  | 55–111 | Club Juventud de Badalona | 22–51 | 33–60  |
| Liceo Francés  | 56–67  | CF Barcelona              | 27–32 | 29–35  |
| CD Antorcha    | 56–78  | Canoe NC                  | 31–27 | 25–51  |
| Torres Quevedo | 39–86  | Real Madrid CF            | 19–32 | 20–54  |

## Semifinales
Los partidos de ida se jugaron el 18 de abril y los de vuelta el 25 de abril.
| Equipo 1       | Agr.  | Equipo 2                  | Ida   | Vuelta |
| -------------- | ----- | ------------------------- | ----- | ------ |
| CF Barcelona   | 68–73 | Club Juventud de Badalona | 37–20 | 31–53  |
| Real Madrid CF | 73–57 | Canoe NC                  | 44–27 | 29–30  |

## Final
| 16 de mayo de 1948 | Club Juventud de Badalona          | 41–32 | Real Madrid CF                 |                                                                               |  |
|                    | Marcador por tiempos: 14–19, 27–13 |       |                                |                                                                               |  |
|                    | Estadísticas Andreu Oller 13       | Pts   | Estadísticas Edgar Caprotti 10 | Pabellón: Campo del Instituto teniente general Yagüe, Burgos Árbitros: Romero |  |

| Campeón de la Copa del Generalísimo 1948 |
| ---------------------------------------- |
| Club Juventud de Badalona 1.º título     |